# Otrada (rejon głazunowski)
Otrada (ros. Отрада) – wieś (dieriewnia) w Rosji, w obwodzie orłowskim, w rejonie głazunowskim. W 2010 liczyła 366 mieszkańców.